# ژرژی مندونسا
ژرژی مندونسا (پرتغالی: Jorge Mendonça; ۶ ژوئن ۱۹۵۴ – ۱۷ فوریهٔ ۲۰۰۶ (۵۱ سال)) بازیکن فوتبال اهل برزیل بود.
از باشگاه‌هایی که در آن بازی کرده‌است می‌توان به باشگاه فوتبال پالمیراس، باشگاه فوتبال نائوچیکو، باشگاه ورزشی کروزیرو، باشگاه فوتبال پائولیستا، باشگاه فوتبال پونته پرتا، باشگاه ورزشی واسکو دوگاما، و باشگاه فوتبال گوارانی اشاره کرد.
وی همچنین در تیم ملی فوتبال برزیل بازی کرده‌است.